# Di tutte le ricchezze
Di tutte le ricchezze è un romanzo dello scrittore italiano Stefano Benni pubblicato nel 2012.

## Trama
Martin B., un professore di quasi settanta anni, si è ritirato a abitare in una piccola località dell'Appennino. L'unica concessione alla tecnologia che si trova nella sua casa è un computer con qualche anno di età, che il professore usa per scrivere i suoi libri: saggi letterari che è il primo a definire “pedanti”. È comunque universalmente riconosciuto come il massimo esperto del poeta naïf Domenico Rispoli detto il Catena, originario dello stesso paese e morto in manicomio.
Un giorno nella casa più vicina si trasferisce a abitare una coppia giunta dalla città: l'uomo, Aldo Corvario, 36 anni, è un mercante d'arte che sembra aver preso in odio la città, ma il professore predice che non si troverà a suo agio così lontano dalle comodità. Lo soprannomina il Torvo. Lei, Michelle, 29 anni, è un'attrice di teatro che Martin soprannomina la Principessa del Grano per i suoi capelli biondi; gli ricorda l'unica donna che abbia forse amato in vita sua.
L'eremitaggio di Martin è brevemente interrotto dall'arrivo di un suo ex collega, Giulio Ruffo Remorus, non proprio apprezzato dal professore, il quale viene a proporgli di dirigere la collana di saggistica per una casa editrice di nuova fondazione. Remorus ha bisogno del suo nome, ancora autorevole nell'ambiente accademico. Lo invita a pranzo e gli ricorda i tempi in cui anche Martin non si faceva problemi ad avere relazioni con le assistenti universitarie e anche le studentesse.
Il professore si prende una settimana di tempo per rispondere, ma i discorsi di Remorus e la presenza di Michelle gli procurano ricordi sentimentali. I nuovi vicini di casa lo invitano a cena, entrambi hanno qualcosa da chiedergli: Aldo vorrebbe che lui gli trovasse i dipinti del Catena, che nessuno ha mai visto, per rilanciare la galleria d'arte; Michelle vorrebbe che lui leggesse e criticasse la pièce teatrale che lei sta scrivendo, perché sogna di sfondare.
Non ci vuole molto perché Martin si innamori della donna, un discreto amore senile che non può avere futuro. La coppia litiga, Aldo torna per una settimana in città. Martin e Michelle fanno una gita al laghetto dove la leggenda locale vuole che si sia tolta la vita una giovane per non sposare un uomo che detestava. Martin pregusta qualche giorno solo con la sua vicina, con la quale comincia a entrare in confidenza, ma Aldo rientra prima del previsto.
Le cose tra i due non vanno comunque bene, Aldo diventa violento e la colpisce, poi si sfoga con Martin, che gli fa dono dell'unico disegna autografo del Catena, da lui rinvenuto in un quaderno e custodito in segreto. Aldo torna in città lasciando sola Michelle, e per qualche giorno il professore vede sublimare la propria passione. Michelle vuole essere accompagnata a una sagra di paese, dove viene molto ammirata dagli uomini; malgrado le chiedano di ballare lei rimane con il professore. Il giorno dopo però riceve un'ottima notizia: ha superato un provino ed è stata ingaggiata come attrice per un film da girarsi a San Pietroburgo, esattamente il luogo dove Martin l'ha sempre immaginata, identificandola con Nasten'ka, la giovane protagonista di Le notti bianche di Fëdor Dostoevskij.

## Edizioni
- Stefano Benni, Di tutte le ricchezze, Feltrinelli, 2012,  p. 205, ISBN 9788807019104.